# Spomen-križ na Maglaju
Spomen-križ na Maglaju je spomen-križ hrvatskim braniteljima.
Križ je monumentalnih dimenzija. Visok je 7,5 metara. Građen je od kamena. Nalazi se na vrhu Maglaju na 1475 metara nadmorske visine. Podignut je ondje otkamo je 29. na 30. studenoga krenula operacija Zima 94. Križ je postavljen 2006. godine. Predsjednik inicijativnog odbora za postavljanje križa bio je bojnik Marko Gojević, ratni zapovjednik hrvatskih snaga. Građevinarski dio izrade križa napravili su stručnjaci i kamenoklesari iz obrta Buljan iz Bitelića. U podnožju križa je spomen-ploča. Uklesane su riječi hrvatskoga pjesnika Ante Nadomira Tadića Šutre "Nemoj me nikad zanijekati brate − niti se stidjet ove svete stijene! Ja sam umro za Hrvatsku i za te: ti živi Hrvatsku i živi mene!". Križ je blagoslovio vojni kapelan 4. gardijske brigade fra Bože Ančić. Postavljanje križa financijski je pomogla lokalna uprava Sinja, Knina, Kijeva, Livna, Vrlike i Hrvaca.